# Simon Shepherd
 (septembre 2012).
Si vous disposez d'ouvrages ou d'articles de référence ou si vous connaissez des sites web de qualité traitant du thème abordé ici, merci de compléter l'article en donnant les références utiles à sa vérifiabilité et en les liant à la section « Notes et références ».
Simon Shepherd est un acteur anglais né à Bristol le 20 août 1956.

## Filmographie
- 1990 : Feu, Glace et Dynamite de Willy Bogner
- 1992 : Les Hauts de Hurlevent : Edgar Linton
- 1993 : Hercule Poirot (série TV, épisode Vol de bijoux à l'Hôtel Métropole) : Andrew Hall
- 2005 : Miss Marple (série TV, épisode Un meurtre sera commis le...) : Patrick Simmons
- 2008 : Hercule Poirot (série TV, épisode Mrs McGinty est morte) : Dr Rendell